# Téliszalámi de Szeged
Le téliszalámi de Szeged est un salami hongrois, de type téliszalámi (« salami d'hiver ») à base de porc fumé, spécialité de Szeged.

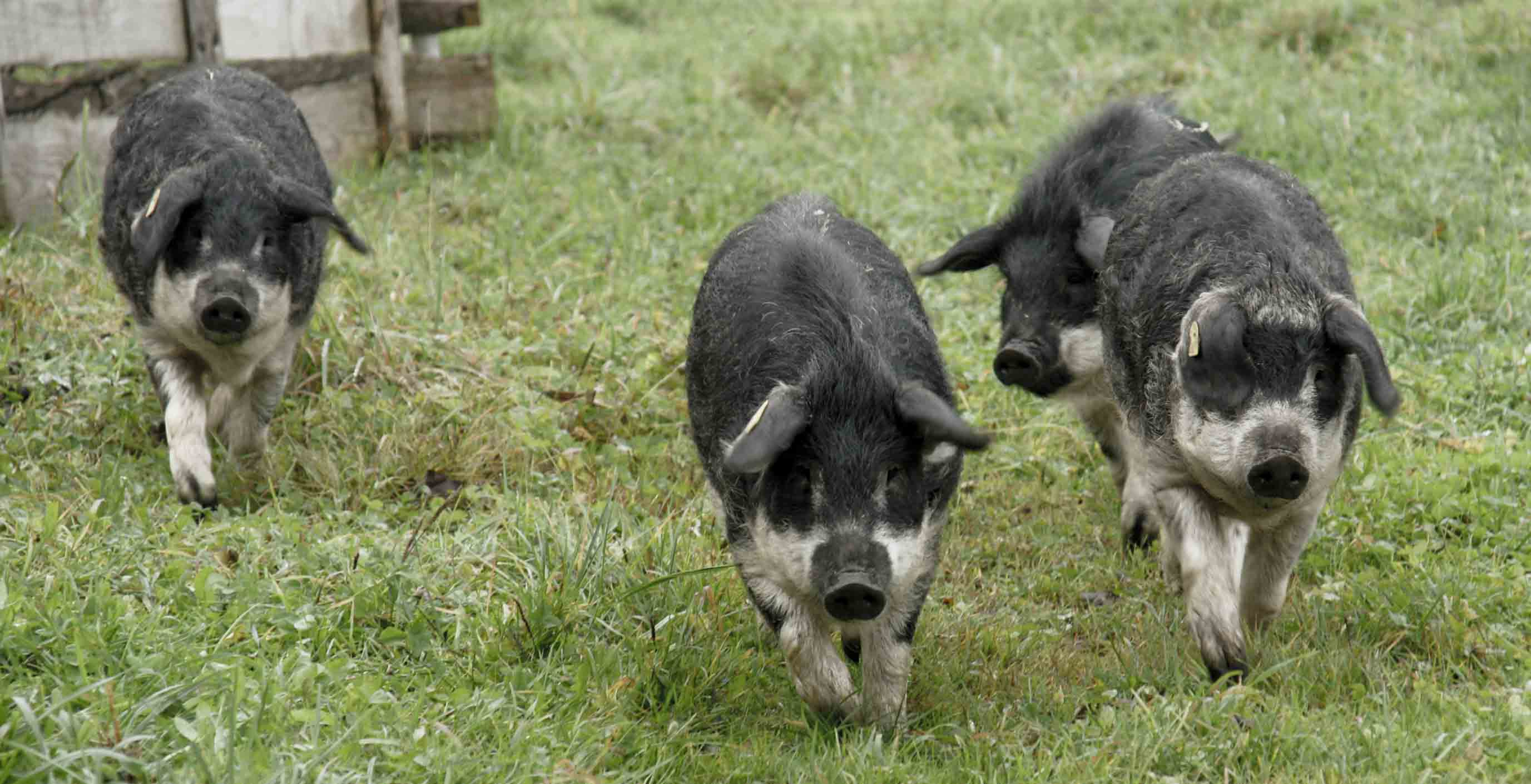
Le porc laineux.

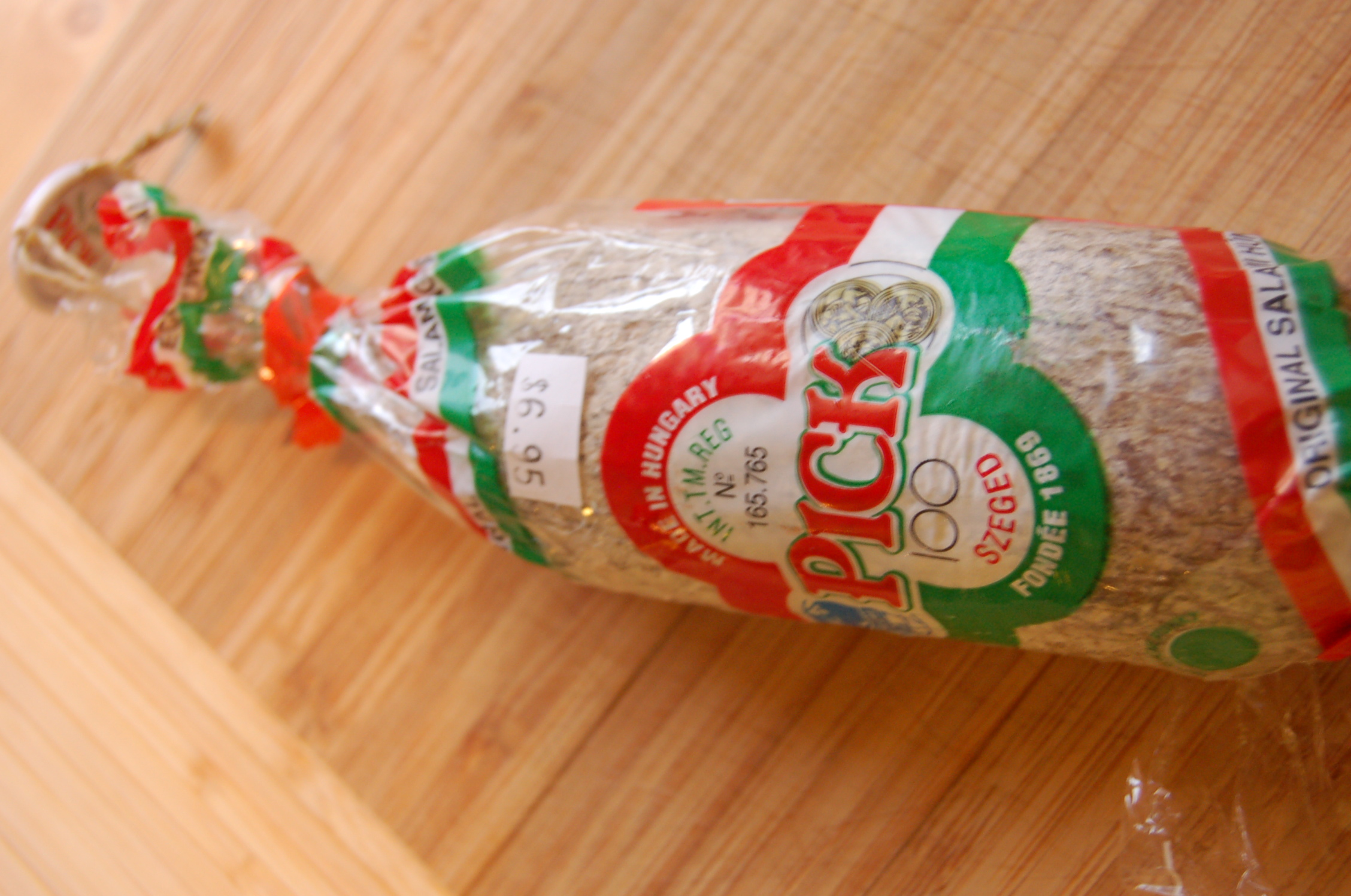
Téliszálami de Szeged.

## Caractéristiques
Le téliszalámi de Szeged est essentiellement produit à base de porc laineux de race mangalitsa. Vers 1885, un Italien, Filippo Dozzi, s'installe dans les Alpes de Transylvanie, dont le versant nord est alors hongrois et où les conditions météorologiques sont favorables à la production de salami. En 1912, il vend sa recette à des charcutiers saxons de Transylvanie établis à Nagyszeben (Hermanstadt), mais la partition de la Hongrie à l'issue de la Première Guerre mondiale les oblige à se replier sur la charcuterie industrielle Pick (en) établie en 1869 à Szeged, d'où le nom szegedi téliszalámi donné depuis à ce produit dont Pick est le principal producteur.

## Aire géographique de protection
Dans le comitat de Csongrád-Csanád, le téliszalámi de Szeged bénéficie d'une appellation d'origine protégée (AOP) sous le nom de szegedi szalámi / szegedi téliszalámi. Il existe en Hongrie une autre AOP, le téliszalámi Herz également produit par la maison Pick, mais à Budapest.